# Michelangelo Rampulla
Michelangelo Rampulla (Patti, Provincia de Mesina, Italia, 10 de agosto de 1962) es un exfutbolista y director técnico italiano. Se desempeñaba en la posición de guardameta.

## Selección nacional
Fue internacional con la selección de fútbol sub-21 de Italia en 10 ocasiones. Debutó el 20 de abril de 1983, en un encuentro ante la selección sub-21 de España que finalizó con marcador de 2-0 a favor de los italianos.

### Participaciones en Eurocopas
| Eurocopa                | Sede          | Resultado        |
| ----------------------- | ------------- | ---------------- |
| Eurocopa Sub-21 de 1982 | Sin sede fija | Cuartos de final |
| Eurocopa Sub-21 de 1984 | Sin sede fija | Semifinal        |

## Clubes

### Como futbolista
| Club            | País   | Año         |
| --------------- | ------ | ----------- |
| Pattese         | Italia | 1979 - 1980 |
| A. S. Varese    | Italia | 1980 - 1983 |
| A. C. Cesena    | Italia | 1983 - 1985 |
| U. S. Cremonese | Italia | 1985 - 1992 |
| Juventus F. C.  | Italia | 1992 - 2002 |

### Como entrenador
| Club           | País   | Año  |
| -------------- | ------ | ---- |
| Derthona F. C. | Italia | 2011 |

## Palmarés

### Como futbolista

#### Campeonatos nacionales
| Título              | Club           | País   | Año     |
| ------------------- | -------------- | ------ | ------- |
| Serie A             | Juventus F. C. | Italia | 1994-95 |
| Copa Italia         | Juventus F. C. | Italia | 1994-95 |
| Supercopa de Italia | Juventus F. C. | Italia | 1995    |
| Serie A             | Juventus F. C. | Italia | 1996-97 |
| Supercopa de Italia | Juventus F. C. | Italia | 1997    |
| Serie A             | Juventus F. C. | Italia | 1997-98 |
| Serie A             | Juventus F. C. | Italia | 2001-02 |

#### Copas internacionales
| Título                | Club           | País   | Año     |
| --------------------- | -------------- | ------ | ------- |
| Copa de la UEFA       | Juventus F. C. | Italia | 1992-93 |
| Liga de Campeones     | Juventus F. C. | Italia | 1995–96 |
| Supercopa de Europa   | Juventus F. C. | Italia | 1996    |
| Copa Intercontinental | Juventus F. C. | Italia | 1996    |
| Copa Intertoto        | Juventus F. C. | Italia | 1999    |